# Sierra Leone Ports & Harbours Authority

Logo bis 2023

Die Sierra Leone Ports & Harbours Authority, bis 2023 Sierra Leone Ports Authority, ist der Betreiber aller kommerziellen Häfen im westafrikanischen Sierra Leone. Das Staatsunternehmen wurde 1964 gegründet. Sie wird (Stand November 2022) von Yankuba Askia Bio geleitet.
Zum Konzern gehört auch der Fußballverein Ports Authority.

## Häfen
- Hafen Freetown (Queen Elizbeth II Quay und Cline Town Port) – drittgrößter Naturhafen der Erde – in Freetown
- Hafen Pepel – vor allem für den Export von Erzen genutzt – in Pepel am Sierra Leone River
- Hafen Nitti – ehemaliger Bergbauhafen – in der Southern Province[2]

## Statistiken
|                          | 2010    | 2011      | 2012      | 2013      | 2014      | 2015      |
| ------------------------ | ------- | --------- | --------- | --------- | --------- | --------- |
| Schiffe                  | 429     | 430 ▲     | 494 ▲     | 604 ▲     | 559 ▼     | 461 ▼     |
| Fahrzeuge (Stück)        | 9138    | 6580 ▼    | 7681 ▲    | 6238 ▼    | 5493 ▼    | 7144 ▲    |
| Container (TEU)          | 21.119  | 43.174 ▲  | 42.481 ▲  | 43.170 ▲  | 40.869 ▼  | 46.427 ▲  |
| Stück-/Massengut (t)     | 122.282 | 101.524 ▼ | 138.874 ▲ | 158.124 ▲ | 144.785 ▼ | 135.333 ▼ |
| „Dry Bulk“ (Import in t) | 231.219 | 497.142 ▲ | 396.973 ▼ | 221.963 ▼ | 294.298 ▲ | 318.567 ▲ |

Quelle: